# كاثرين هير
كاثرين هير (بالإنجليزية: Katherine Hare)‏ هي مخرجة بريطانية، ولدت في 15 أبريل 1978 في كامبريدج في المملكة المتحدة.

## حياتها المبكرة
وُلدت كاثرين هير في كامبريدج في إنجلترا لأبوين جون هير وهو مزارع ، وسيليا هير. تلقت تعليمها الثانوي في مدرسة Saffron Walden County وتلقت تعليمها الجامعي في جامعة هول ، حيث بدأت حياتها المهنية المسرحية قبل التدريب في أكاديمية Mountview لفنون المسرح.

### مسيرتها في المسرح
كاثرين مؤسس مشارك لشركة Triptic ، وهي شركة مسرحية مكرسة لإنتاج الأعمال المفقودة ذات الأهمية الموسيقية أو الثقافية. وتشمل اعمالها الاتي:-
Bernarda Alba at The Union Theatre
Lights, Camera, Walkies at Gilded Balloon, Edinburgh
The Tender Land by Aaron Copland at Arcola Theatre and The Cochrane Theatre
Crazy For You at The London Palladium
The Beach at The Cockpit Theatre
Modern Dance for Beginners at The Camden People's Theatre
Lucky Stiff at The Robinson Theatre, Cambridge.
وكمخرج مساعد الاتي:-
Park Avenue Cat at the Arts Theatre
Hit Me - The Life and Rhymes of Ian Dury at the Garrick Theatre and UK tour
Naked Boys Singing at the Leicester Square Theatre
Dirty White Boy at the Trafalgar Studios
Robin Hood at the Newbury Corn Exchange.

كاثرين هي أيضًا مؤلفة وكتبت الموسيقى الأصلية لـ Full Tilt's Hamlet في The Minack Theatre.